# 바깥얼기층
바깥얼기층 (outer plexiform layer, 외망상층, external plexiform layer)은 눈의 망막에 있는 신경 시냅스 층이다. 이는 내부 핵층의 수평 세포 수상돌기와 외부 핵층의 광수용기 세포 내부 세그먼트 사이의 조밀한 시냅스 네트워크로 구성된다. 이는 무축삭 세포가 망막 신경절 세포와 시냅스하는 내부 망상층보다 훨씬 얇다.
외부망상층의 시냅스는 간상세포 말단 또는 원추세포 분지형 발판과 수평 세포 사이에 있다. 대부분의 시스템과 달리 간상세포와 원추세포는 빛 신호를 받지 못할 때 신경전달물질을 방출한다.

## 같이 보기
- 사이뇌

## 참조 문헌
이 문서는 현재 퍼블릭 도메인에 속하는 그레이 해부학 제20판(1918) page 1016의 내용을 기초로 작성된 글이 포함되어 있습니다.